# Lijst van beelden in Scherpenzeel
Dit is een (onvolledige) chronologische lijst van beelden in Scherpenzeel. Onder een beeld wordt hier verstaan elk driedimensionaal kunstwerk in de openbare ruimte van de Nederlandse gemeente Scherpenzeel, waarbij beeld wordt gebruikt als verzamelbegrip voor sculpturen, standbeelden, installaties, gedenktekens en overige beeldhouwwerken.
Voor een volledig overzicht van de beschikbare afbeeldingen zie: Beelden in Scherpenzeel op Wikimedia Commons.
| Geplaatst | Omschrijving              | Kunstenaar                 | Straat                        | Plaats       | Materiaal        | Afbeelding |
| --------- | ------------------------- | -------------------------- | ----------------------------- | ------------ | ---------------- | ---------- |
| 1949      | Monument W.O. II          | Jacques Germans            | Molenweg / Vijverlaan         | Scherpenzeel | Franse zandsteen |            |
| 1997      | Wederopbouw               | Gerard A. Overeem          | Dorpsstraat / Plein 1940      | Scherpenzeel | brons            |            |
| 2005      | Veelz-ei-dig              | Hanni Stolker              | Barneveldsestraat             | Scherpenzeel | staal            |            |
| 2010      | De lelie van Scherpenzeel | Huub en Adelheid Kortekaas | Marktstraat                   | Scherpenzeel | staal            |            |
| 2010      | t Keu                     | Hanni Stolker              | Kolfschoten / Kolfschoterdijk | Scherpenzeel | staal            |            |